# تعريب (لغة)
التعريب لفظ مشترك متعدد المعاني، يُقصد منه على وجه الإجمال النقلُ إِلى اللغة العربية من لغةٍ أخرى. أمّا لغةً، فهو كما يعرّفه معجمُ لسان العرب: مصدر الفعل عَرَّبَ، وعَرَّبَ منطقَه: هذَّبهُ من اللحن. أمّا اصطلاحاً فالتعريب لَهُ معانٍ عدّة تختلفُ اتساعًا:
- تعريب الاسمِ الأعجمي هو أن تتفوّهَ به العربُ على منهاجها. أما المعجمُ الوسيطُ فيعرّفُ التعريبَ بِأَنّهُ صبغ الكلمة (المُصطَلح) بصبغة عربية عند نقلها بلفظها الأجنبي إلى اللغة العربية.[2]
- ترجمة النصوص من اللغات الأجنبية إلى اللغة العربية، وإِنّما يكون التركيز هنا على ترجمة المعاني بما يكفل أن يحافظ النص الأصلي علَى خصائِصه قدر الإِمكان.
- أمّا سياسياً فالتعريب سياسةٌ قد تَتبَعُها الدَولةُ لتشجيع أن تكون اللغة العربية لغة العلم والعمل والفكر والإدارة.

## تعريب الكلمات والحورفة
يرى الدكتور صفاء خلوصي أن التعريب غير الترجمة. فالترجمةُ كما يقولُ هي نقلُ معنى وأسلوب من لغةٍ إلى أخرى، بينما التعريبُ هوَ رسمُ لفظةٍ أجنبيةٍ بحروفٍ عربية، وهو ما يعرف بالإحراف أو الحَورفَة وهي كتابة ألفاظ لغةٍ ما بأحرفِ لغةٍ أخرى، والطريقةُ المتّبعةُ فيها هي الطريقةُ نفسها التي اتّبَعها قدماءُ العربِ، أي كتابةُ الحروفِ التي لا نظيرَ لها في العربيةِ بما يقاربها في النطقِ: مناظرة الحروف العربية.

وقد عالج ابن خلدون هذا الموضوع في مقدمته فقال: 
يجب أن نفرق بين أمرين:
1- كتابة اللغات الأعجمية بالرسم العربي.
2- كتابة الأسماء الأعجمية بالرسم العربي  كذلك ولكن أثناء الكتابة العربية.
```
كتابة الأسماء الأعجمية بالرسم العربي أثناء الكتابة العربية فهو تابع للتعريب الذي هو تحوير الاسم الأعجمي ليتوافق مع الأسماء العربية أصواتًا وموازين.
```

ومن المعلوم أن الرسم يتبع الصوت والصوت هو الأساس.

## تعريب مصطلحات العلوم
وهو نقل نصوص أجنبية إلى العربية وإيجاد مقابلاتٍ عربية للمفاهيم الجديدة. التعريب ليس نشاطًا حديث العهد، فقد قام العرب منذ فجر الحضارة العربية الإسلامية بنقل النصوص العلمية إلى اللغة العربية، كما أجريت عملية تعريب الدواوين على أيّام عبد الملك بن مروان الخليفة الأموي أي تحويل التدوين إلى اللغة العربية.

## سياسة تعريب التعليم
وفي أيامنا يجري جدل حول ضرورة ومدى التعريب في التعليم الجامعي.
أهم حجج معارضي التعريب هي أن العالم العربي حاليًا لا يسهم في العلوم الحديثة، ولذا من الأفضل أن يتم التدريس باللغة الإنكليزية بصفتها لغة العلوم والفنون؛ وذلك لكي يعتاد المتعلمون على قراءة أحدث المواد العلمية باللغة التي تم نشرها بها، وأن سرعة التطور العلمي لا يترك للغة العربية مجالًا لاستيعاب المصطلحات الحديثة، وأن حركة الترجمة لا يمكن أن تلحق بسرعة التطور العلمي.
أما مؤيدو التعريب فيشيرون إلى أن أغلب الطلاب لن يلموا باللغة الأجنبية بالقدر الذي يسمح لهم بالاطلاع على المراجع الأجنبية وفهمها بيسر، وأن التعليم باللغة الأجنبية يمكن أن يخلق عند الإنسان ازدواجية في الشخصية ويؤدي إلى انقطاعه عن ثقافته الأم. وأن التعليم باللغة الأم يوفر الكثير من الجهد الذي يُهدَر على فهم النص الأجنبي بحد ذاته، ويوجه الجهود إلى فهم المادة العلمية نفسها. وأن اللغة العربية قادرة على استيعاب العلوم الحديثة، وأن المفاهيم العلمية الأساسية أكثر ثباتًا، ولا ينكرون ضرورة الإلمام باللغات الأجنبية للاطلاع على المستجدات.
يرجع تعريب التعليم الجامعي في العصر الحديث إلى جامعات سوريا حيث تم تعريب جميع المواد العلمية والتدريس في الجامعات السورية يتم باللغة العربية، وكان محمد علي في مصر قد عرب التعليم في أيامه، وأغلب الدول العربية يتم تعليم المواد العلمية، خاصة الطب والهندسة، بلغة أجنبية (إنجليزية أو فرنسية) ويجري التعليم باللغة العربية في جامعات سوريا والمملكة العربية السعودية[بحاجة لمصدر]، كما أجريت تجربة قصيرة الأمد في تعريب التعليم في السبعينات في الجامعات الجزائرية وآخر التسعينات بجامعة سبها في ليبيا، وحاليًا يجري تعريب التعليم الجامعي في السودان.

## تعريب أسماء الأماكن والأشخاص
عرب المسلمون ومن قبلهم من عرب الأسماء الأعجمية، أي بأن حوروها من حيث الأصوات والموازين لتتفق مع الألفاظ والأسماء العربية الشريفة.. مثل السموأل (سموئيل)، قرطبة (غوردوبا)، البطريق (باتريرك)، إشبيلية (إيزابيلا)ِ.. إلخ.

## تعريب الموسوعة الحرة ويكيبيديا
هو مشروع أنشأه ويكيبيديون عرب هدفه ترجمة أكبر عدد من المقالات للغة العربية لنشر الثقافة والعلوم بين الناطقين باللغة العربية وإغناء اللغة العربية نفسها بإدخال تعابير جديدة عليها.

## وصلات خارجية
- مجمع اللغة العربية في القاهرة نسخة محفوظة 6 مايو 2007 على موقع واي باك مشين.
- Morphophonemics of Loanwords in Translation (بالإنجليزية)
- أمية غانم أيوب الحديدي، الألفاظ المعربة في كتاب ديوان الأدب للفارابي.
- ورشة ترجمة الموسوعة الحرة ويكيبيديا على فيسبوك  على فيسبوك.